# Banco BanBif
Banco Interamericano de Finanzas o simplemente BanBif es un Banco peruano, es una filial del grupo empresarial español Grupo Fierro.

## Historia
Fundado en 1990 y con sede en Lima, forma parte del grupo empresarial de origen español de Ignacio Fierro. Conocido como Grupo Fierro surgió en la década de los 50 y hoy cuenta con presencia en España, Tailandia, América Latina y Estados Unidos.
En Venezuela pose las acciones del Banco Exterior y en Ecuador el Banco Internacional; Entre otros bancos en Curaçao, Guatemala y Miami.